# Bodkovci
Bodkovci – wieś w Słowenii, w gminie Juršinci. W 2018 roku liczyła 124 mieszkańców.